# آق‌حرم، صندوق‌لی
اخاریم، ساندیکلی (به لاتین: Akharım, Sandıklı) یک منطقهٔ مسکونی در ترکیه است که در استان افیون قره‌حصار واقع شده‌است.